# Očko (uzel)

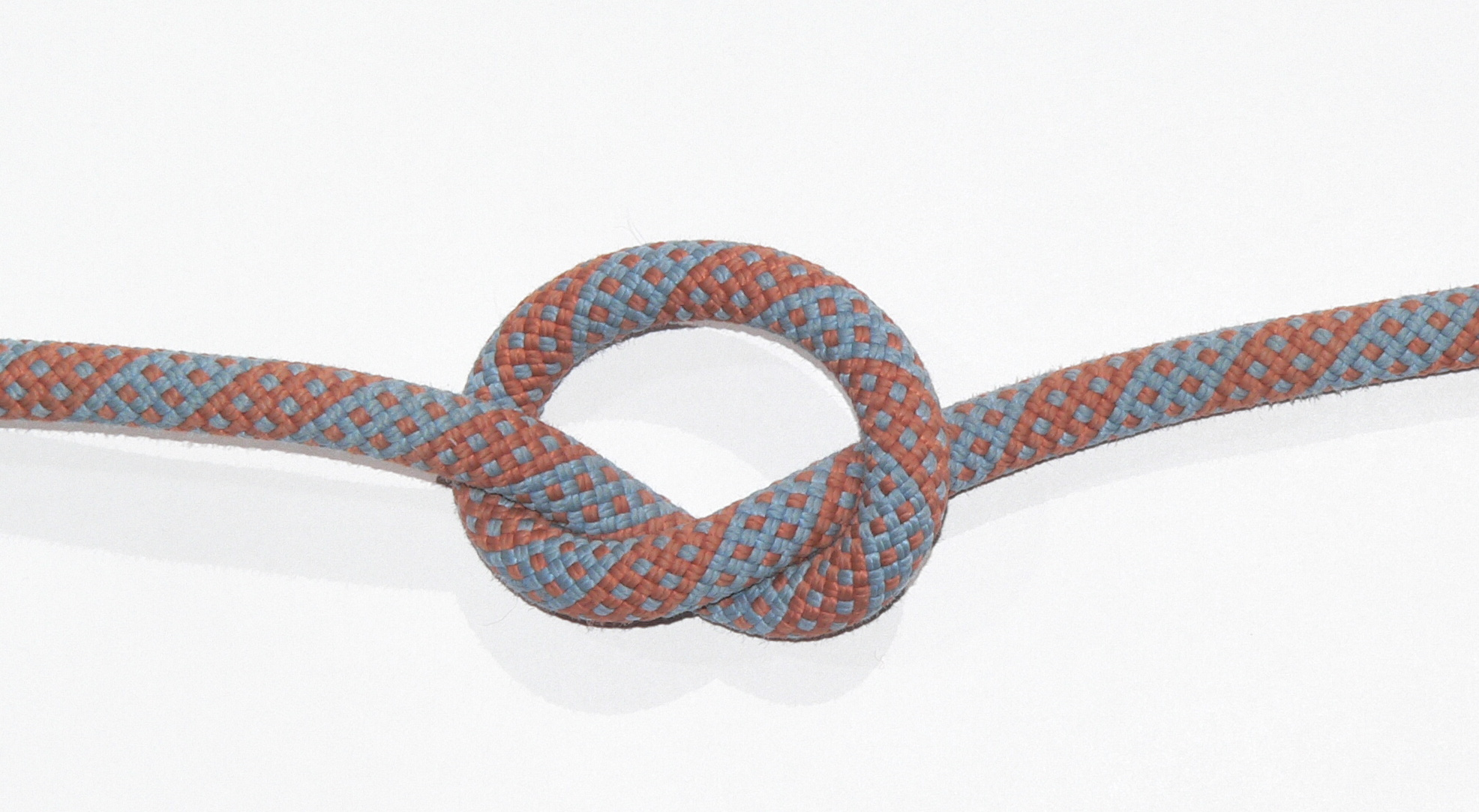
očko

Očko (jednoduché očko, očkový uzel, jednoduchý uzel nebo jen uzel, anglicky overhand knot, thumb knot, německy Überhandknoten) je nejjednodušší uzel, používaný jako koncový nebo pojistný a je základem mnoha dalších uzlů.

## Vlastnosti
Nosnost lana obvykle snižuje na méně než polovinu a po větším zatížení se obtížně rozvazuje.

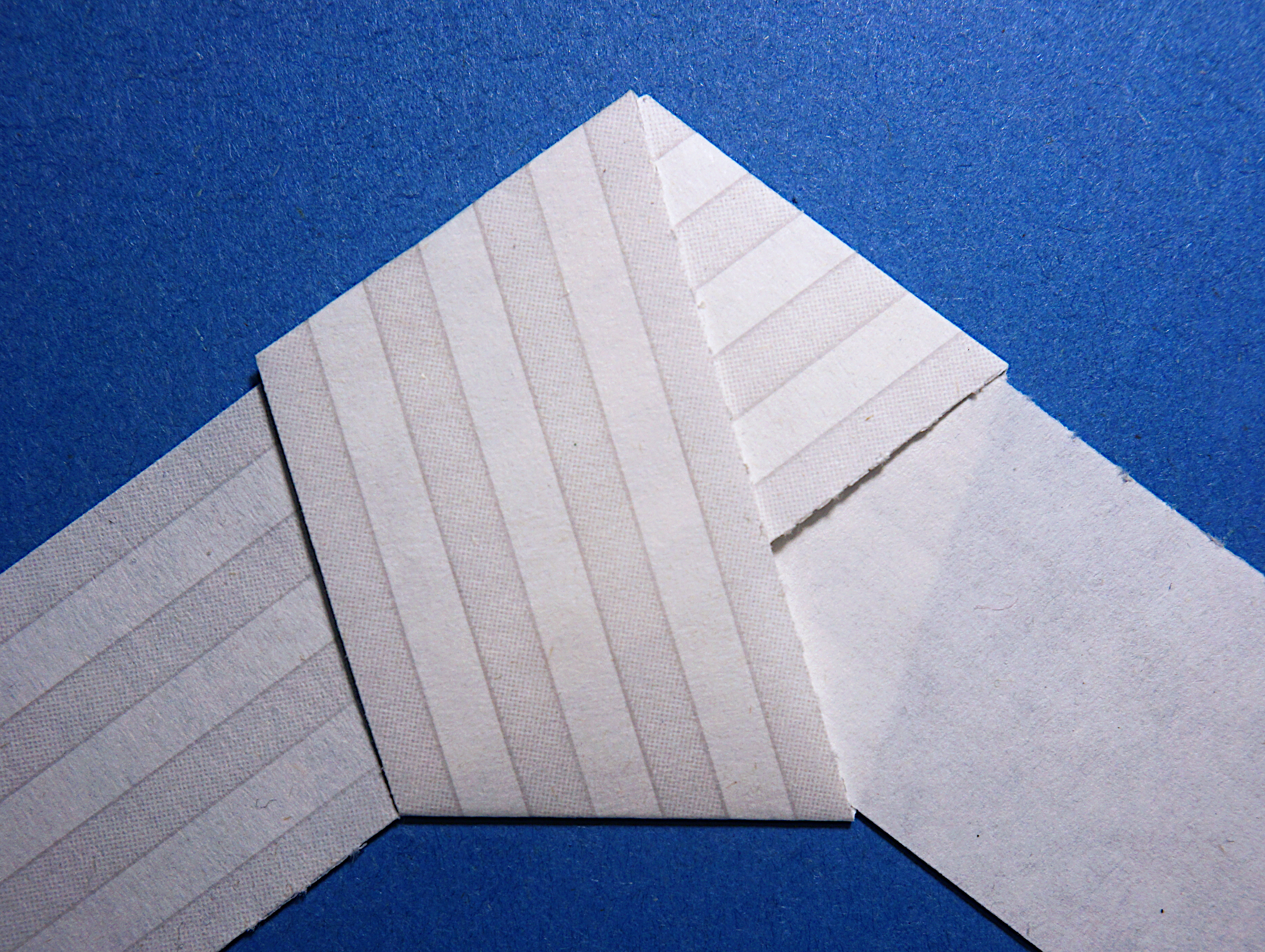
uzel na papírovém pásku

Spojením konců vycházejících z uzlu dostaneme trojlístek, fyzickou realizaci nejjednoduššího netriviálního uzlu v teorii uzlů. Na rozdíl od např. osmičkového uzlu má dvě chirální varianty, které jsou z hlediska samostatného použití rovnocenné, ale významnou roli hrají při kombinaci s dalšími uzly.
Uvázáním na papírovém pásku a vyhlazením do plochy, dostaneme obrazec pravidelného pětiúhelníku, jehož svrchní lichoběžník má délky základen v poměru zlatého řezu.

## Použití
Samostatně se používá jako koncový uzel, zabraňující protažení volného konce skrz otvor (například při šití, jištění, slaňování, zavěšení různých předmětů a mnoha dalších). Někdy se též uvazuje na koncích provazů či lan pro zabránění roztřepení či rozpletení nebo pro usnadnění úchopu. Mnohdy je vhodnější větší objem uzlu, který zajistí dvojitá varianta, které se říká převinuté očko neboli uzlinka (ČSN 83 2610 ji však definuje jako dvojitý rybářský uzel). Tato varianta je (pod názvem krvavý uzel) vhodná také na zakončení pramenů devítiocasé kočky, ale její oficiální používání je již leckde zakázáno. Vícenásobné varianty s počty ovinů od dvou do devíti tvořily také základ dekadického systému inckého uzlového písma kipu. 
Má využití i uprostřed provazu či lana, kde bývá uvazován v sérii, což lze provést nabráním příslušného počtu ok do ruky, protažením konce a uvázáním celé řady najednou. Používá se například pro usnadnění šplhu nebo může sloužit jako modlitební provaz.
Jako pojistný uzel je možné jej použít ovázáním volného konce kolem zatěžovaného pramene pro jakýkoli další uzel, který tím zabezpečíme proti rozvázání či proklouznutí. Bezpečnější je v těchto případech dvojitá varianta, která je odolnější vůči vytřesení.
Mnoho dalších uzlů z něj vychází nebo jej obsahuje, v nejjednodušší variantě zejména rybářská spojka a vůdcovský uzel.
V horolezectví se také používá ke stanovení míry uzlovatelnosti, kdy pro dynamické horolezecké lano při zatížení hmotností 10 kg může být vnitřní průměr uzlu maximálně 1,1 průměru lana, pro statické lano 1,2 průměru.